# Snog
Snog ist eine Band, die sich in den Genres Elektropop, IDM, Techno, Ambient, Experimental und ebenso in Country und Funk verwirklicht. Sie wurde 1988 durch die australischen Musiker David Thrussel, Tim McGrath und Julia Bourke gegründet. Der Bandname symbolisiert laut Thrussel die Marxistische Begrifflichkeit des Niederreißens von Barrieren zwischen Menschen.

## Geschichte
Ihr erstes Album Lies Inc. mit dem Dancefloor-Hit Corporate Slave wurde 1992 veröffentlicht und beinhaltet tanzbare Electropop-Sounds, gepaart mit sozialkritischen, antikapitalistischen Texten. Im Jahr 1995 erscheint das zweite etwas technoidere Album Dear Valued Customer. Zu dieser Zeit wurden zwei Nebenprojekte von David Thrussel ins Leben gerufen: Soma und zusammen mit Pieter Bourke von Dead Can Dance Black Lung.
Snog ist Mitglied von M.A.C.O.S. (musicians against copyright of samples).
Im Jahr 1997 erschien das bis dato vielschichtigste Album in der Snog-Geschichte: Buy Me...I’ll Change Your Life. Es vereint düstere Elektroparts, Country- und Western-Referenzen und Psychedelika zu einem sehr eigenständigen Soundgebräu. Zum ersten Mal wurde hier eine Coverversion (Lee Hazlewood's Let the Little Flowers Grow) dargeboten.
Third Mall from the Sun (1999) bot eine Verschmelzung und zugleich Weiterentwicklung der vorangegangenen beiden Alben: Tanzbarer Elektro gepaart mit kontroversen Texten. Daraufhin folgte das Remix-Album Relax into the Abyss.
2003 erschien Beyond the Valley of the Proles (Karmic Hit) welches sich etwas gemäßigter, songorientierter und gereifter mit Akustikgitarren und zarten Balladen zeigt. Einflüsse Thrussels wie Tom Waits, Cabaret Voltaire, Ennio Morricone, Nick Cave und Pink Floyd machen sich bemerkbar.
Mit Adventures in Capitalism erschien die erste DVD, welche 13 Videoclips der Bandgeschichte beinhaltet. Aktuelles Album: Vs. the Faecal Juggernaut of Mass Culture welches wieder auf Metropolis Records erscheint.
Eine bemerkenswerte Eigenschaft Snogs ist das Konzept der Texte und des Artworks. Fast alle Songs beinhalten Themen wie Anti-Kapitalismus, Anti-Faschismus, Anti-Konsum und des Verlusts der Identität durch westliche Ideale. Thrussells Lyrik umfasst auch häufig Hinweise auf Verschwörungstheorien.
Die CoverArtworks der Alben Third Mall from the Sun (1999), Relax into the Abyss (2000) und Beyond the Valley of the Proles (2003) wurden vom kanadischen Künstler Chris Wood angefertigt und beziehen sich auf sarkastische Weise auf Konzerne wie Nike oder McDonald’s.

## Diskografie

### Singles
- 1992: Corporate Slave
- 1992: Shop
- 1993: Born to Be Mild
- 1993: Hey Christian God
- 1994: Cliché
- 1995: The Future
- 1997: Make the Little Flowers Grow
- 1998: Hooray!!
- 1998: The Ballad
- 1998: The Human Germ
- 1999: I Snog, Therefore I am
- 2001: Justified Homicide
- 2006: Crash Crash
- 2006: The King of Hate
- 2006: Planet of Shit
- 2007: The Last Days of Rome
- 2007: Vaguely Melancholic
- 2007: City
- 2012: The New Cocksucker Blues
- 2013: Adolph's Library
- 2013: Everything Is under Control
- 2013: The Plug-In Drug
- 2015: Cheerful Hypocrisy
- 2016: The Clockwork Man
- 2016: Rich Kuntz
- 2020: Spätzle Machine

### Alben
- 1992: Lies Inc.
- 1994: Dear Valued Customer
- 1994: Live in the Global Village
- 1996: Lies Inc.
- 1997: Remote Control
- 1997: Buy Me...I’ll Change Your Life
- 1999: Third Mall from the Sun
- 2000: Relax into the Abyss
- 2003: Beyond the Valley of the Proles
- 2003: Your Favourite Electro-Folk Swingers
- 2006: Sixteen Easy Tunes for the End Times
- 2006: Vs. the Faecal Juggernaut of Mass Culture
- 2007: The Last Days of Rome
- 2007: David Thrussel presents The Fetit Fungi... and Other Cautionary Tales for the Young at Heart
- 2010: Last of the Great Romantics
- 2013: Babes in Consumerland
- 2015: Compliance™
- 2020: Lullabies for the Lithium Age

### Sonstiges
- 2000: Angst (Filmmusik)
- 2003: Adventures in Capitalism DVD